# Xã Prospect, Quận Marion, Ohio
Xã Prospect (tiếng Anh: Prospect Township) là một xã thuộc quận Marion, tiểu bang Ohio, Hoa Kỳ. Năm 2010, dân số của xã này là 2.089 người.